# Mészáros Erika
Mészáros Erika (Budapest, 1966. június 24. –) magyar olimpiai bajnok kajakos.

## Sportpályafutása
Az Újpesti Dózsában kezdett sportolni 1977-ben. nevelőedzője Fábiánné Rozsnyói Katalin volt. 1983-ban az ifjúsági Európa-bajnokságon négyesben szerzett ezüstérmet. A snagovi IBV-n négyesben első, kettesben negyedik volt. A következő évben szerezte meg első felnőtt bajnoki aranyérmét. Az IBV-n részt vett, de nem szerzett érmet. 1986-ban érte el első felnőtt sikerét. Újoncként Montréalban két világbajnoki aranyérmet nyert, párosban Povázsán Katalinnal K2 500 méteren és K-4 500 méteren is.
Az 1987-es világbajnokságon tartalék volt, a következő négy világbajnokságon nyolc ezüstérmet szerzett, hármat a K4 500 méteren induló csapat tagjaként (1989, 1990, 1991), ötöt Dónusz Éva párjaként (K2 500 méteren hármat 1989, 1990, 1991; K2 5000 méteren kettőt 1990, 1993).
Két számban vívta ki az indulás jogát 1988-ban a szöuli olimpián: K2 500 méteren – Rakusz Évával – a negyedik helyen ért célba, a K4 500 méteres versenyszámban az ezüstérmes volt.
Pályafutásának legnagyobb sikere az 1992-es barcelonai olimpiához fűződik, ahol a Czigány Kinga, Dónusz Éva, Kőbán Rita, Mészáros Erika összeállítású magyar kajak négyes tagjaként 500 méteren aranyérmes lett. 1994 januárjában Bp. Honvédhoz igazolt. 1994-ben és 1995-ben nem került be a vb-csapatba. 1996-ban részt vett az olimpián, ahol a K4 500 méteres versenyben kilencedik lett.

## Díjai, elismerései
- Az év magyar kajakozónője (1986, 1989, 1990, 1992)
- A Munka Érdemrend ezüst fokozata (1988)
- Az év magyar sportcsapatának tagja (1992)
- A Magyar Köztársasági Érdemrend kiskeresztje (1992)